# Box-office Allemagne 2014
Cet article traite du box-office de 2014 en Allemagne.

## Les millionaires
Par pays d'origine des films (Pays producteur principal)
- États-Unis : 22 films
- Allemagne : 7 films
- France : 3 films
- Suède : 1 film
- Royaume-Uni : 1 film
- Nouvelle-Zélande : 1 film
- Total : 35 films

| Classement | Titre                                              | Pays | Réalisateur                    | Entrées Allemagne |
| ---------- | -------------------------------------------------- | ---- | ------------------------------ | ----------------- |
| 1.         | Honig im Kopf                                      |      | Til Schweiger                  | 7 274 964         |
| 2.         | Le Hobbit : La Bataille des Cinq Armées            |      | Peter Jackson                  | 6 066 455         |
| 3.         | Hunger Games : La Révolte, partie 1                |      | Francis Lawrence               | 4 023 270         |
| 4.         | Qu'est-ce qu'on a fait au Bon Dieu ?               |      | Philippe de Chauveron          | 3 934 164         |
| 5.         | Dragons 2                                          |      | Dean DeBlois                   | 2 734 512         |
| 6.         | Transformers : L'Âge de l'extinction               |      | Michael Bay                    | 2 507 644         |
| 7.         | Le Loup de Wall Street                             |      | Martin Scorsese                | 2 401 324         |
| 8.         | Vaterfreuden (de)                                  |      | Matthias Schweighöfer          | 2 367 662         |
| 9.         | Paddington                                         |      | Paul King                      | 2 051 032         |
| 10.        | Les Gardiens de la Galaxie                         |      | James Gunn                     | 1 797 441         |
| 11.        | Rio 2                                              |      | Carlos Saldanha                | 1 762 796         |
| 12.        | Nos pires voisins                                  |      | Nicholas Stoller               | 1 711 060         |
| 13.        | Interstellar                                       |      | Christopher Nolan              | 1 704 389         |
| 14.        | Les Pingouins de Madagascar                        |      | Eric Darnell et Simon J. Smith | 1 654 567         |
| 15.        | Lucy                                               |      | Luc Besson                     | 1 645 644         |
| 16.        | Maléfique                                          |      | Robert Stromberg               | 1 509 551         |
| 17.        | 22 Jump Street                                     |      | Phil Lord, Chris Miller        | 1 492 868         |
| 18.        | Stromberg                                          |      | Arne Feldhusen                 | 1 329 481         |
| 19.        | La Planète des singes : L'Affrontement             |      | Matt Reeves                    | 1 322 490         |
| 20.        | La Grande Aventure Lego                            |      | Phil Lord et Chris Miller      | 1 306 361         |
| 21.        | Bibi et Tina : Complètement ensorcelée !           |      | Detlev Buck                    | 1 290 417         |
| 22.        | Sex Tape                                           |      | Jake Kasdan                    | 1 232 796         |
| 23.        | Le Club des Cinq 3                                 |      | Mike Marzuk                    | 1 221 786         |
| 24.        | Nos étoiles contraires                             |      | Josh Boone                     | 1 194 806         |
| 25.        | Le Vieux qui ne voulait pas fêter son anniversaire |      | Felix Herngren                 | 1 184 203         |
| 26.        | Männerhort                                         |      | Franziska Meyer Price          | 1 181 854         |
| 27.        | Triple Alliance                                    |      | Nick Cassavetes                | 1 179 885         |
| 28.        | Non-Stop                                           |      | Jaume Collet-Serra             | 1 177 095         |
| 29.        | Tous en selle avec Bibi et Tina                    |      | Detlev Buck                    | 1 162 522         |
| 30.        | X-Men: Days of Future Past                         |      | Bryan Singer                   | 1 156 665         |
| 31.        | Gone Girl                                          |      | David Fincher                  | 1 152 534         |
| 32.        | The Amazing Spider-Man : Le Destin d'un héros      |      | Marc Webb                      | 1 110 894         |
| 33.        | La Nuit au musée : Le Secret des Pharaons          |      | Shawn Levy                     | 1 109 152         |
| 34.        | The Grand Budapest Hotel                           |      | Wes Anderson                   | 1 040 897         |
| 35.        | 300 : La Naissance d'un empire                     |      | Noam Murro                     | 1 000 863         |